# هارتاشن، سیونیک
هارتاشن (به ارمنی: Հարթաշեն) یک روستا در ارمنستان است که در استان سیونیک واقع شده‌است. هارتاشن در ۸۰ کیلومتری شمال شرق کاپان، مرکز استان سیونیک واقع شده‌است.

## خصوصیات
هارتاشن ۳۰٫۹۹ کیلومترمربع مساحت و ۷۱۷ نفر جمعیت دارد و در ارتفاع ۱۴۸۰ متر بالاتر از سطح دریا قرار گرفته‌است.